# Brett Draney
Brett Draney (Kanada, Brit Columbia, Merritt, 1981. március 12. –) profi jégkorongozó.

## Karrier
Komolyabb junior karrierjét a WHL-es Kamloops Blazersben kezdte 1997–1998-ban. 2000-ig játszott ebben a csapatban. Az 1999-es NHL-drafton a Dallas Stars választotta ki a hatodik kör 186. helyén. 2000–2002 között a szintén junior Medicine Hat Tigersben játszott. A 2002-es idény végén felhívták az AHL-es Utah Grizzliesbe ahol játszhatott a rájátszásban is de ezután leküldték a CHL-es Fort Worth Brahmasbe ahol csak a rájátszásban játszott. A 2002-03-as szezon nagy részét az ECHL-es Lexington Men O'Warban töltötte majd rövid időt játszhatott a Utah Grizzliesben ahol a következő idény első felét is eltöltötte. 2004–2005 között az ECHL-es Idaho Steelheadsben játszott. 2005-ben egy mérkőzést még játszhatott a Grizzliesben majd a szezon végére a szintén ECHL-es San Diego Gullsba küldték. A következő idényt a francia bajnokságban játszotta. Rövid idő után visszatért Amerikába a CHL-es Amarillo Gorillasba.

## Külső hivatkozások
- Statisztika
- Statisztika
- Statisztika[halott link]